# 사르마
사르마(세르비아어·마케도니아어: сарма), 사르미(불가리아어: сарми)는 포도, 양배추, 근대 등의 잎에 쌀이나 다른 곡물, 다진 고기, 양파, 허브 등을 넣어 말아 만든 음식이다.
사르마는 돌마의 한 종류로 여겨지거나, 돌마와 구분하지 않기도 한다. 예를 들어, 포도잎 사르마가 그리스에서는 돌마스라 불리며, 튀르키예에서는 야프라크 사르마 또는 야프라크 돌마로 불린다.
루마니아, 마케도니아, 불가리아, 세르비아, 크로아티아 등 발칸 지역에서는 주로 양배추 사르마를 먹는다. 흔히 복수 형태인 사르말레(sarmale)로 불리는 루마니아식 사르마는 염장 발효 양배추인 바르저 아크러로 만들기도 한다.

## 종류
- 양배추 사르마
- 포도잎 사르마

## 사진 갤러리

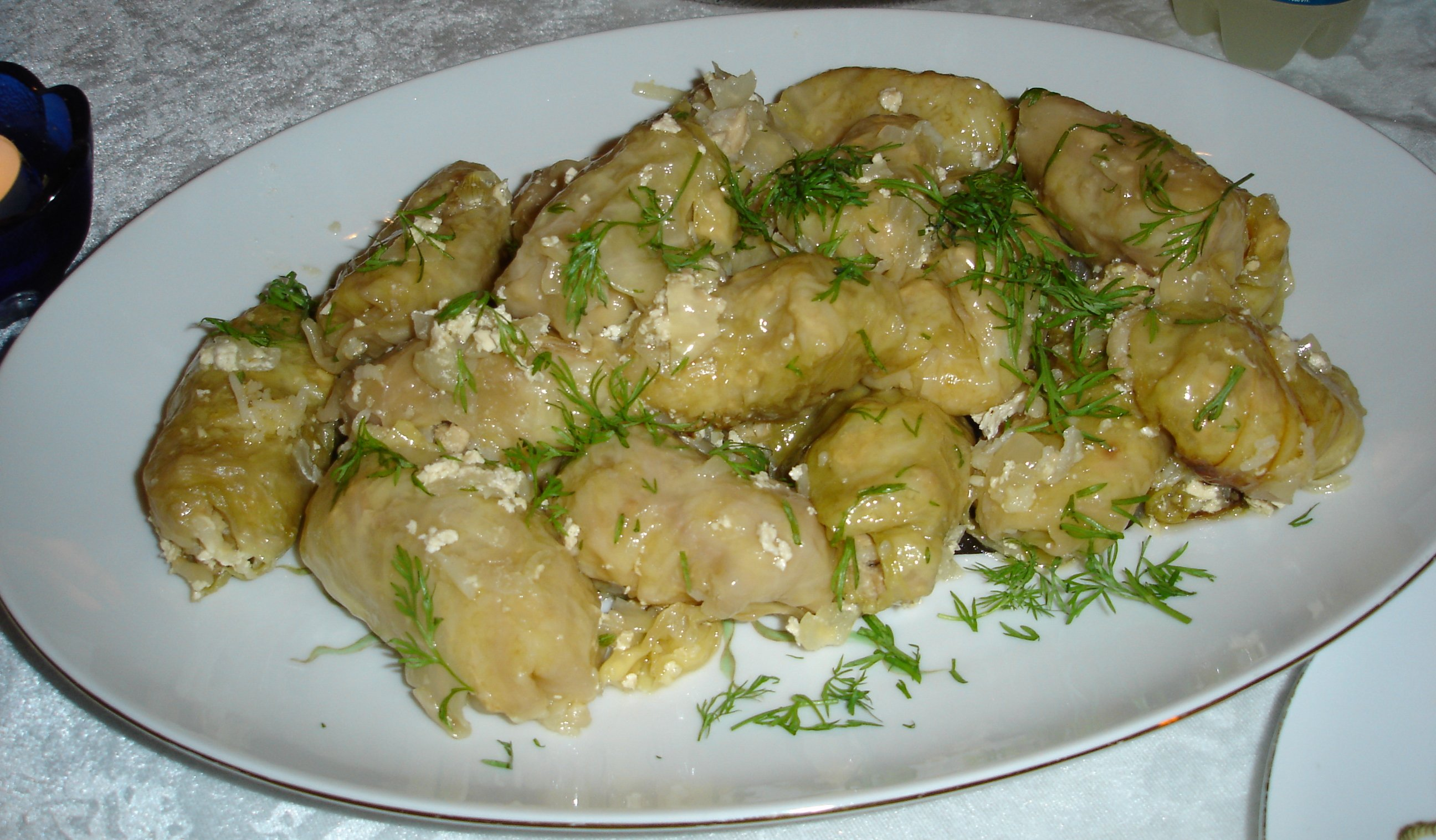
루마니아식 사르말레 (양배추 사르마)
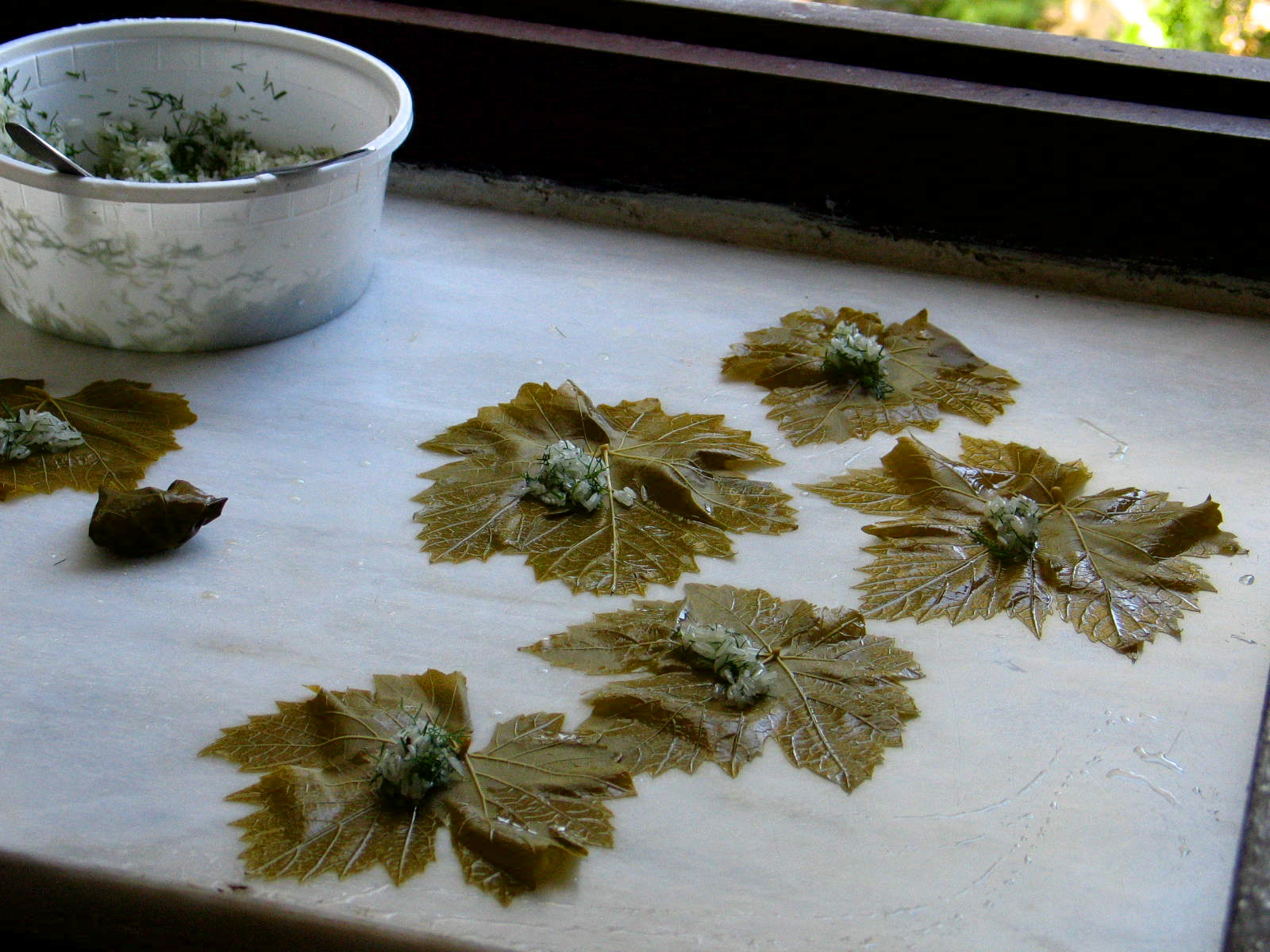
그리스식 돌마스 (포도잎 사르마) 만들기

## 같이 보기
- 돌마
- 말이
- 보 느엉 랄롯
- 쌈
- 짜 랄롯
- 소를 넣은 채소
- 소를 넣은 음식 목록